# Bateman’s

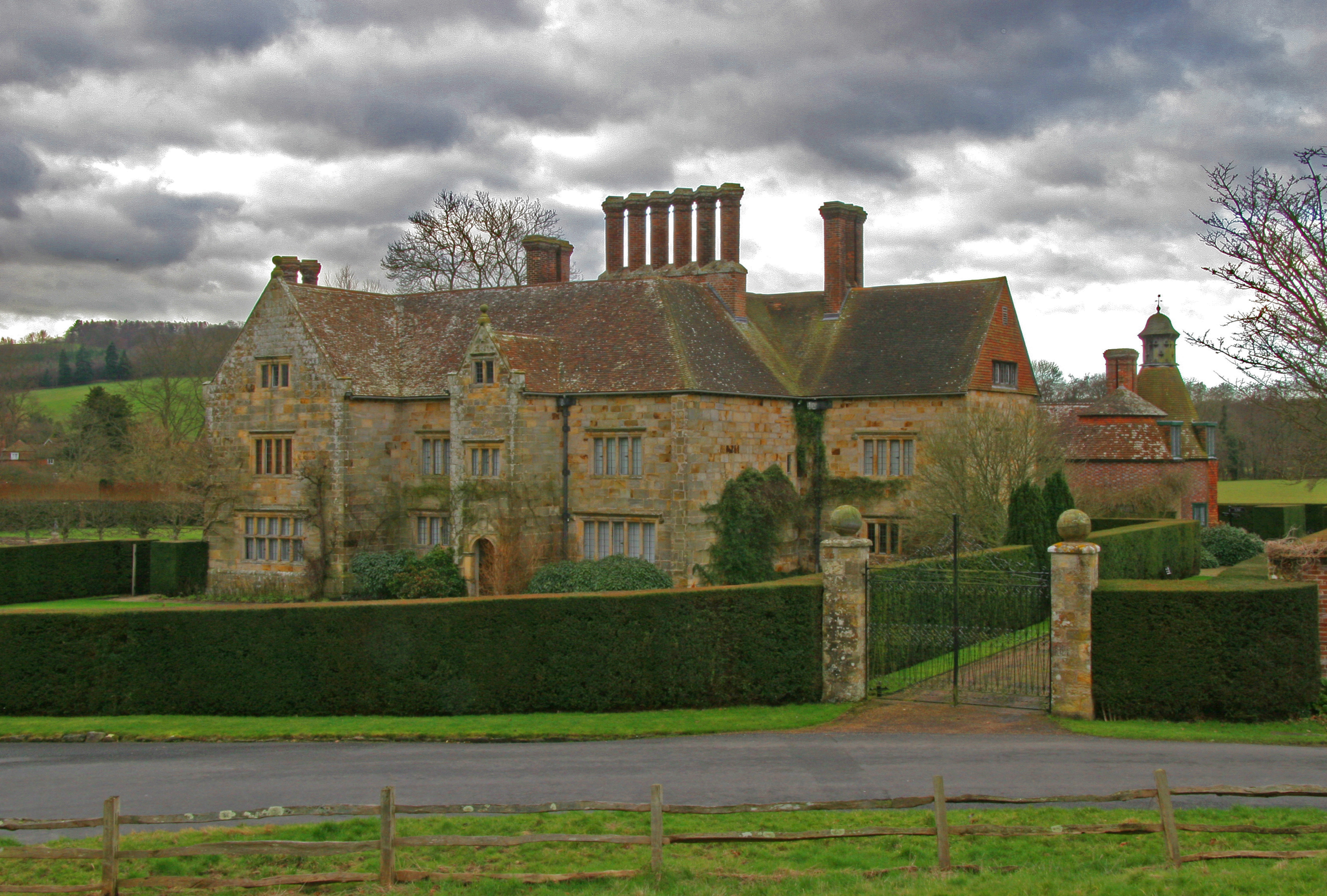
Bateman’s

Bateman’s – angielska posiadłość z XVII wieku, położona we wsi Burwash, w hrabstwie East Sussex. Obecnie muzeum poświęcone laureatowi literackiej Nagrody Nobla, Rudyardowi Kiplingowi. 
Okazały budynek w stylu Jakuba I został zbudowany z piaskowca w roku 1634, najprawdopodobniej dla właściciela miejscowej kuźnicy. Nieopodal znajduje się młyn wodny, który wykorzystywano głównie do mielenia kukurydzy. Kipling przebywał w tej posiadłości od roku 1902 do śmierci w roku 1936. Cały majątek odziedziczyła jego żona Carrie. Po jej śmierci, w roku 1939, dom i ponad 130 hektarów okolicznych gruntów przekazano organizacji National Trust, która na tym terenie utworzyła muzeum poświęcone pisarzowi. 
Część pomieszczeń mieszkalnych zachowano w niezmienionym stanie. W gabinecie nadal można obejrzeć książki, przybory pisarskie oraz wykonane z drewna orzechowego siedemnastowieczne biurko. Wystrój wnętrz, orientalne dywany i dzieła sztuki świadczą o silnych związkach Kiplinga z Indiami. Młodość spędzoną w Azji przywołują również ilustracje do Księgi dżungli i ekslibris pisarza, ukazujący Hindusa czytającego książkę w lektyce na grzbiecie słonia. W salach wystawowych zaprezentowano rękopisy różnych utworów, listy oraz przedmioty codziennego użytku. 
W Bateman’s powstały słynne wiersze Jeżeli (1910) i The Glory of the Garden (1911), a tutejsze krajobrazy były scenerią niektórych opowiadań zawartych w tomach Puk z Pukowej Górki (1906) i Rewards and Fairies (1910). Dom Kiplinga pojawił się również w Czarnej Wyspie, siódmym albumie przygód Tintina, jako schronienie doktora Müllera, fałszerza i nazisty. Na terenie posiadłości nakręcono ujęcia plenerowe do filmu telewizyjnego My Boy Jack na podstawie sztuki Davida Haiga, opisującej więź łączącą pisarza i jego syna.  W roku 1973 Kingsley Amis, pod wrażeniem pobytu w tym majątku, napisał wiersz Kipling at  Bateman’s.